# Tugimaantee 44
De Tugimaantee 44 is een secundaire weg in Estland. De weg loopt van Aovere naar Luunja en is 11,4 kilometer lang. 